# Igor Polyansky
Igor Nikolaevich Polyansky (Novosibirsk, 20 de março de 1967) é um ex-nadador russo, campeão olímpico pela extinta União Soviética em Seul 1988. Foi recordista mundial dos 100 metros costas entre março e agosto de 1988, e dos 200 metros costas entre 1985 e 1991. Atualmente mora na Nova Zelândia.